# L.A. Style
L.A. Style est un duo néerlandais de techno, actif entre 1991 et 1995. Il est formé par l'animateur radio Wessel van Diepen (pseudonyme Maxx Mondino) et le producteur Michiel van der Kuy (pseudonyme Denzil Slemming). Le projet a connu son plus grand succès avec le titre James Brown Is Dead.

## Histoire
Le projet musical L.A. Style est formé spécialement pour ce genre musical en raison de la scène techno et rave qui devenait de plus en plus populaire à l'époque. Pour Michiel van der Kuy, il s'agit au départ d'un projet ludique en plus de ses projets réguliers comme Laserdance et Koto, avec lesquels il produisait respectivement du genre spacesynth. Les deux styles de musique sont absolument différents, ce qui rend l'ensemble si intéressant pour van der Kuy.
Pour L.A. Style, Michiel van der Kuy utilise le pseudonyme de Denzil Slemming, son vrai nom ne sonnant pas assez international à ses yeux. Bien que Laserdance soit le projet principal de Michiel à l'époque, le premier single James Brown Is Dead de L.A. Style devient son plus grand succès mondial en 1991/1992. Le single a été la première chanson rave à se classer dans le Billboard Hot 100 américain. L.A. Style vendra James Brown is Dead à des millions d'exemplaires dans le monde entier, est classé premier dans plusieurs pays, et certifié disque d'or en Amérique et aux Pays-Bas,. La ligne de basse de la chanson contient des sons issus du projet Koto. La mélodie est conçue dans un style de tango dans un habillage techno moderne à l'époque. L'idée du titre vient de Van der Kuy, remarquant que plusieurs producteurs de musique de l'époque utilisaient très souvent des samples de James Brown. Van der Kuy veut, avec ce titre, lancer de manière ironique une sorte de petite protestation contre cette utilisation de samples.
Le deuxième single, I'm Raving, avec la chanteuse invitée Nicolette, originaire du Nigeria, n'atteint plus les classements des singles qu'aux Pays-Bas. L'album L.A. Style, the Album, sorti en 1993, ne connait pas de succès dans les charts. Trois autres singles suivent, qui ne se sont pas non plus classés dans les charts. Le projet est dissous en 1995 en raison de l'absence de succès.

## Discographie

### Albums studio
- 1993 : L.A. Style, the Album (ZYX Music)

### Singles
- 1991 : James Brown Is Dead (26e en Allemagne, 15e en Suisse, 4e en Autriche, 22e aux États-Unis, 18e aux Pays-Bas[4],[5],[6],[7],[8], disque d'or aux États-Unis[1])
- 1992 : I'm Raving
- 1993 : Balloony
- 1994 : Got to Move
- 1995 : Magic Trip